# Cibotium splendens
Cibotium splendens là một loài dương xỉ trong họ Cibotiaceae. Loài này được Gaudich. Krajina ex Skottsb. mô tả khoa học đầu tiên năm 1942.